# Club Asociación Deportivo Hospital
Deportivo Hospital es un club de fútbol peruano de la ciudad de Pucallpa, en la provincia de Coronel Portillo. Fue fundado en 1971 y jugó en la Primera División del Perú durante la etapa de los Campeonatos Regionales. Luego de 9 años volvió a participar en la Copa Perú desde la Segunda División de la Liga Distrital de Callería 2024.

## Historia
El club fue fundado el 25 de febrero de 1971 por un grupo de trabajadores del Hospital Regional de Pucallpa. Su primer presidente fue Carlos Salazar Vásquez. Con la creación de los Campeonatos Regionales en Primera División, fue invitado al campeonato de 1984 en la Zona Centro sin lograr ingresar al Descentralizado. En 1989 retorna a Primera participando en la Zona Oriente.

### Campeonato Descentralizado 1990
Logró el título del primer Campeonato Regional de la Zona Oriente, logrando clasificar a la pre-liguilla donde fue eliminado por el Unión Huaral con un marcador global de 6-2. Al año siguiente se retiró a mitad de campeonato descendiendo a la Copa Perú.

### Copa Perú 2005
Llegó hasta la Etapa Regional donde fue eliminado en el grupo IV por el Colegio Nacional de Iquitos. En el torneo del 2006 clasificó a la Etapa Nacional siendo eliminado por el Hijos de Acosvinchos en cuartos de final.

### Copa Perú 2007
Llegó nuevamente a la Etapa Nacional en el segundo lugar del grupo IV detrás de la Universidad Nacional de Ucayali (UNU). En esta fase eliminó a la Cooperativa Bolognesi de Barranco en octavos de final y a la UNU en cuartos de final, siendo eliminado por el Juan Aurich de Chiclayo en semifinales tras perder por 2-1 en Pucallpa y 1-0 como visitante.

### Copa Perú 2010
Llegó nuevamente a la Etapa Nacional en el segundo lugar del grupo III detrás de Atlético Pucallpa. En esta fase eliminó en octavos de final a Juventud Barranco de Huacho. Luego en cuartos de final eliminaría a Atlético Pucallpa pero sería eliminado en la semifinal por Unión Comercio.

### Descenso a Segunda Distrital
En 2016 el club no se presentó a jugar los primeros partidos de la Liga Distrital de Callería y descendió a la Segunda División distrital. Desde entonces no participa en torneos oficiales

### Reactivación del club
En 2023, parte de la antigua directiva se reunieron para coordinar la reactivación del club, y así mismo volver a participar en torneos como la Copa Perú, y así fue, en 2024, después de 9 años de inactividad, anuncia su regreso desde la Segunda División de la Liga Distrital de Callería, ya con una nueva directiva y un nuevo presidente. En ese torneo terminó igualado en el primer lugar del grupo E con Defensor Pucallpa por lo que tuvo que jugar un desempate para clasificar a la liguilla. Tras empatar 2-2 perdió en definición por penales quedando eliminado.

## Uniforme

### Indumentaria y patrocinador
| Periodo | Patrocinador |
| ------- | ------------ |
| 2010    | Lomas Sport  |

| Periodo     | Patrocinador                 |
| ----------- | ---------------------------- |
| 2007 - 2009 | Cerveza Cristal              |
| 2010        | Gobierno Regional de Ucayali |

## Datos del club
- Temporadas en Primera División: 4 (1984, 1989-1991).

## Entrenador
- Carlos Cumapa (2010)

## Palmarés
| Competición regional                      | Títulos                 | Subcampeonatos    |
| ----------------------------------------- | ----------------------- | ----------------- |
| Campeonato Regional - Zona Oriente (1/0)  | 1990-I.                 |                   |
| Etapa Regional - Región III (0/3)         |                         | 2006, 2007, 2010. |
| Liga Departamental de Ucayali (4/2)       | 1982, 1987, 2005, 2010. | 2006, 2007.       |
| Liga Provincial de Coronel Portillo (0/1) |                         | 2010.             |
| Liga Distrital de Callería (0/2)          |                         | 2009, 2010.       |